# Slimme meter

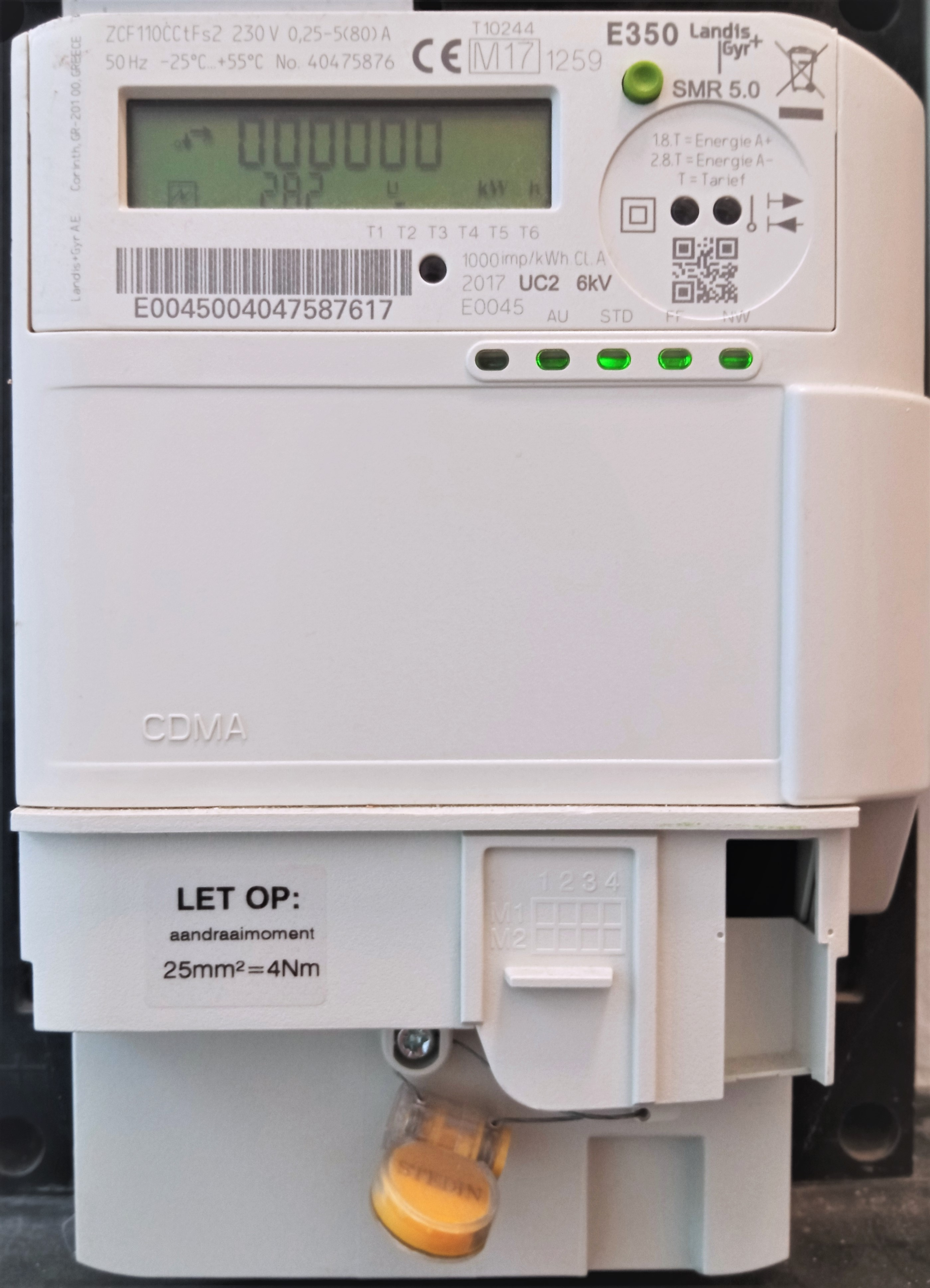
Een veelgebruikte slimme meter

Een slimme meter is een digitale energiemeter die wordt toegepast voor de bepaling van de gebruikte energie door huishoudens. De slimme meter kan zowel op locatie als op afstand worden uitgelezen. De meter is een vervanging voor analoge meters zoals de kilowattuurmeter en voor niet-slimme digitale meters. Niet alleen voor energie maar ook voor water bestaat een slimme meter.

## Betekenis van de naam
Met de term 'slim' wordt bedoeld dat het apparaat op afstand bediend en uitgelezen kan worden en uit zichzelf in staat is om de meterstanden door te geven aan de netbeheerder. Daarnaast bevatten sommige apparaten mogelijkheden waarmee op afstand andere apparatuur bediend kan worden. Zo kan in landen waar dat wettelijk is toegestaan via een signaal de elektriciteit afgesloten worden, bijvoorbeeld bij wanbetaling of bij (dreigende) overbelasting van het net.

## Werking
Het meetsysteem van de slimme meter is in combinatie met de infrastructuur van de netbeheerder in staat om:
- de meterstanden op afstand uit te lezen, waaronder ook de gegevens van gekoppelde meters
- het actueel verbruik en de terugvoeding van elektriciteit door energiewinning door de gebruiker weer te geven en te registreren
- kwartierwaarden van het verbruik en de terugvoeding van elektriciteit te registreren
- de gegevens en de status van het systeem (met onder andere de tarieven en het verbruik) weer te geven op bijvoorbeeld een display in huis, of om deze informatie te leveren aan een gekoppelde applicatie of module
- op afstand uitgelezen en aangepast te kunnen worden, zoals met firmware-updates[1]
- de kwaliteit van de energielevering te registreren, zoals onderbrekingen en dergelijke.

Voor de factuur gebaseerd op het werkelijke verbruik of voor een webapplicatie worden de gegevens via de slimme meter verzonden naar de netbeheerder. Hiervoor registreren de slimme meters het energieverbruik met tussenpozen van 15 minuten voor elektriciteit en van 60 minuten voor gas (en eventueel water en warmte). Gangbare technieken voor communicatie tussen de woning en de netbeheerder zijn mobiele telefonie en power line communication (PLC).

## Voor- en nadelen van een slimme meter

#### Voordelen voor de consument
- Verbruikers kunnen door de slimme meter meer inzicht krijgen in hun energieverbruik. Dit kan leiden tot bewustwording en een lager verbruik. De meter heeft een display waarop alle gegevens afleesbaar zijn, maar het is ook mogelijk de meter uit te lezen via de P1-poort, dit biedt een gedetailleerde en directe inzage voor bijv. slimme thermostaten.
- Door tussentijdse inzage in het verbruik is het mogelijk de eindafrekening beter in te schatten.
- De netbeheerder kan besparingstips geven die op de situatie zijn toegesneden.

#### Voordelen voor de netbeheerder en de energieleverancier
- Als de meterstanden op afstand kunnen worden uitgelezen, wordt de eindafrekening betrouwbaarder.
- De netbeheerder kan op afstand de voorziening afsluiten, bijvoorbeeld bij wanbetaling of om uitval van het elektriciteitsnetwerk te voorkomen in geval van capaciteitsgebrek of overbelasting. N.B. Deze mogelijkheid is bijvoorbeeld in Nederland wettelijk niet toegestaan.
- De netbeheerder kan aan datamining doen en deze gegevens doorverkopen.

#### Voordelen voor zowel de consument als de netbeheerder en de energieleverancier
- Er is koppeling mogelijk met decentrale opwekkers zoals zonnepanelen en een microwarmte-krachtkoppeling. Door deze systemen aan te sluiten op de slimme meter (en hier bijvoorbeeld een flexibele tarieven aan te verbinden) ontstaat er gedetailleerder inzicht in de financiële gevolgen van opwekking van de energie door de consument zelf. De huidige generatie 'slimme' meters is hier nog niet toe in staat.
- Terugdringing van storingen. Oudere meters (vóór DSMR 4.0, Dutch Smart Meter Requirements) communiceren mogelijk via PLC/BPL met de netbeheerder. Sinds versie 4.0 van de DSMR specificatie[2] wordt PLC niet meer gebruikt in slimme meters, en wordt uitsluitend GPRS gebruikt voor communicatie met de netbeheerder. PLC staat bekend om de storingen die het regelmatig veroorzaakt bij radiotoepassingen, vooral tussen 2 tot 30 MHz (korte golf), omdat de frequenties van PLC die van de korte golf overlappen en elektriciteitskabels over het algemeen niet afgeschermd zijn en er veel ongewenste harmonischen optreden bij PLC.[3][4][5][6] Vooral radioamateurs ondervinden hier regelmatig hinder van omdat hun ontvangstapparatuur gevoeliger is. Ook radio-astronomie-, ruimtevaart-, tijdsynchronisatie-, scheepvaart-, luchtvaart-, en defensiediensten maken gebruik van deze frequentieband[7] en ondervinden ook met enige regelmaat hinder van PLC-installaties.[8][9][10] . Sinds versie 5.0 van de DSMR-specificatie gebruiken netbeheerders Alliander en Stedin een eigen 450MHz-CDMA-radionetwerk, waarvoor zelf een infrastructuur is opgezet. Enexis maakt gebruik van de beschikbare mobiele 4G-netwerken die ook voor telefonie wordt gebruikt.

#### Potentiële nadelen voor de gebruiker
- De meter verbruikt zelf energie met het verzamelen, opslaan, verzenden en ter beschikking stellen van de meetgegevens. Maar ook de oude analoge kilowattuurmeter verbruikt een kleine hoeveelheid energie. (Aanpassing van het beweerde nadeel). Aangezien de meter is aangesloten op de inkomende fases dus voor het feitelijke meettraject is het eigenverbruik van de meter niet ten laste van de bewoner / consument. Uiteraard moet dit hogere collectieve verbruik wel betaald worden via de vastrechtkosten.
- De meetgegevens kunnen de privacy van de burger schaden.[11] Hoe korter het interval tussen de meetgegevens, hoe meer informatie er uit valt te halen. Bij zeer korte intervallen kan door data-analyse over meerdere dagen het stroomverbruik van individuele apparaten worden geïsoleerd. Door vervolgens het wisselend stroomverbruik van een TV te vergelijken met verschillende zenders zouden  de favoriete tv-programma's van een huishouden kunnen worden achterhaald.[12]
- De slimme meter heeft een los telwerk voor teruglevering door decentrale opwekkers, bijvoorbeeld via zonnepanelen. De slimme meter saldeert dus niet, zoals een analoge meter die gewoon achteruit draait (er zijn ook analoge meters die niet achteruit kunnen draaien. Een analoge meter is niet geijkt op achteruit draaien. Een analoge meter kan defect raken bij achteruit draaien en als gevolg daarvan sneller vooruit draaien). Hierdoor kunnen de energiebedrijven voor levering een hoger tarief rekenen dan voor teruglevering, wat voor- of nadelig kan uitpakken voor de afnemer. Bij de regelgeving anno 2014 maakt deze mogelijkheid de opwekker afhankelijk van de keuzes van zijn energiebedrijf.
- Slimme/digitale meters zouden in uitzonderlijke situaties onnauwkeurig zijn en te veel of juist te weinig stroom in rekening brengen. In bepaalde situaties waar een groot aantal led-lampen direct op de meter waren aangesloten, zouden de meters kunnen storen. De netbeheerders in Nederland hebben laten weten dat dit in de praktijk niet is voorgekomen[13][14][15]
- Slimme meters zijn hackbaar, waardoor hiertegen extra maatregelen genomen moeten worden. Hiervoor draagt de consument geen additionele kosten omdat de tarieven voor bemetering door de overheid zijn vastgelegd.[bron?]

#### Nadelen voor de netbeheerder en de energieleverancier
- Wanneer door sabotage (bijv. cracking) grote hoeveelheden meters tegelijkertijd uitgeschakeld worden, kunnen er, door de plotselinge overcapaciteit, grote en langdurige storingen ontstaan in regionale of landelijke netwerken.[16] In Nederland zijn de slimme meters bij wet verplicht om geen functionaliteit meer te hebben voor het op afstand in- of uitschakelen van stroom of gas. Daardoor kan bovengenoemd risico niet meer optreden.

## Nederlandse situatie

### Slimme meter niet verplicht
De gebruiker is niet verplicht om een slimme meter te laten installeren of als slimme meter te gebruiken. Er zijn dan twee mogelijkheden:
- De gebruiker kon aanvankelijk de slimme meter in zijn geheel weigeren voor een bepaalde periode tot 2020. De huidige meter bleef dan behouden, of de gebruiker kreeg van de netbeheerder bij een defect of een geconstateerde afkeur een vervangende traditionele meter. Vanaf 2020 is het definitief verplicht om de oude meters bij een defect te laten omwisselen voor de slimme variant.
- Na het plaatsen van een slimme meter kan de gebruiker opdracht aan de netbeheerder geven om de meetgegevens niet (meer) op afstand uit te lezen, het zogenaamde "administratief uitlezen in/uitschakelen". De netbeheerder is dan verplicht deze functie van de slimme meter uit te zetten. Hierna zal de slimme meter functioneren als een traditionele energiemeter, waarbij dus alleen de meterstand van dat moment weergeven wordt. Als het uitlezen op afstand op een later tijdstip toch door de gebruiker verlangd wordt, mag de netbeheerder voor het weer aanzetten kosten in rekening brengen. Dit is echter uitsluitend administratief: de beheerder leest de meter niet meer uit, maar de meter blijft onverminderd uitzenden en voor onderhoud en kwaadwillenden benaderbaar. In Nederland zijn de slimme meters bij wet verplicht om geen functionaliteit meer te hebben voor het op afstand in- of uitschakelen van stroom of gas. Meters van eerdere generaties die dit technisch konden en nog in het net aanwezig zijn, zijn via een firmware aanpassing ontdaan van deze  functionaliteit. Op de meter zelf is niet altijd eenduidig te zien (bijvoorbeeld op het display) of de "administratief uitleesfunctie" aan- of uitstaat. Op de veel geplaatste Slimme elektra meter van het merk Sagemcom XS210 is op het display een indicatie zichtbaar die aangeeft of de functie voor uitlezen uit staat.
- De netbeheerder zal altijd, ook bij uitgeschakelde functie om op afstand de meterstanden uit te lezen, regelmatig verbinding maken met de slimme meter voor technische zaken zoals de klok instellen, nagaan of er zaken met de meter gebeuren die niet toegestaan zijn (open maken) of de firmware aanpassen.

In alle gevallen moet de gebruiker de meterstanden zelf jaarlijks doorgegeven.

### College Bescherming Persoonsgegevens
Na aandringen van de Tweede Kamer vroeg minister Maria van der Hoeven van Economische Zaken op 2 juni 2008 aan het College Bescherming Persoonsgegevens (CBP) een advies uit te brengen over de wetsvoorstellen omtrent de introductie van de slimme meters en de gevolgen daarvan voor de persoonlijke levenssfeer van de Nederlandse burger.
Dit leidde tot een adviesrapport waarin het CBP zeer kritisch was, met als conclusie dat het wetsvoorstel over de invoering van deze slimme meters op essentiële punten onduidelijk was en op belangrijke onderdelen in strijd was met de Wet bescherming persoonsgegevens (Wbp). Het wetsvoorstel bepaalde bijvoorbeeld niet hoe, hoeveel, waar, en waartoe de meetgegevens bewaard zouden worden en ook niet hoelang. En bovendien werd de netbeheerder verplicht in alle gevallen meetwaarden over het energieverbruik te verzamelen en beschikbaar te stellen aan derden, ongeacht of de burger hiervoor toestemming zou geven of niet.
Ook bleek uit aanvullend onderzoek door de Universiteit van Tilburg, in opdracht van de Consumentenbond, dat de verplichte invoering van slimme meters in strijd was met het Europees Verdrag voor de Rechten van de Mens.
Ook de Eerste Kamer ging wegens redenen als schending van grondrechten en burgerlijke vrijheden, en wegens het zeer dwingende karakter van het wetsvoorstel niet akkoord. Volgens het wetsontwerp zou een persoon die een slimme meter weigerde te laten plaatsen zich schuldig maken aan een economisch delict, en daardoor een celstraf van maximaal zes maanden en een boete tot €17.000 opgelegd kunnen krijgen, waarna de slimme meter alsnog geplaatst zou worden.
Pas op 22 februari 2011 heeft de Eerste Kamer, na diverse aanpassingen te hebben afgedwongen, de door minister Maxime Verhagen gewijzigde wetsvoorstellen bekrachtigd.
Het CBP heeft op 28 maart 2012 een Ontwerpbesluit Gedragscode voor de verwerking van persoonsgegevens door regionale netbeheerders gepubliceerd, waarmee regelgeving en toezicht is gekomen op de omgang met de persoons- en meetgegevens die door de netbeheerders gebruikt worden.
De Europees Toezichthouder voor gegevensbescherming (EDPS), de Europese Toezichthouder voor gegevensbescherming, heeft op 8 juni 2012 haar opinie gepubliceerd over de aanbeveling van de Europese Commissie over de voorbereiding van de daadwerkelijke toepassing van slimme metersystemen.
De EDPS waarschuwt hierin, dat slimme meters mogelijk een serieuze bedreiging voor de privacy en de veiligheid van de burger kunnen vormen, en dat de invoering kan leiden tot het massaal verzamelen van gegevens die informatie geven over het doen en laten van burgers, bijvoorbeeld door hun huishoudelijke apparaten door middel van hun specifieke stroomverbruik te identificeren. De EPDS beveelt daarom de Europese Commissie aan hiertegen wettelijke maatregelen te nemen. Volgens de brancheorganisatie Netbeheer Nederland is dit probleem in Nederland al wettelijk ondervangen.

### Maatregelen tegen aantasting van deprivacy
Er zijn inmiddels regels opgesteld ter bescherming van de persoonlijke levenssfeer van de gebruiker van de slimme meter.

#### Wat mag wel?
Netbeheerders en energieleveranciers mogen meetgegevens alléén in de volgende gevallen gebruiken:
- eenmaal per jaar voor de jaarafrekening
- twaalfmaal per jaar voor de maandelijkse energie-overzichten
- als de gebruiker verhuist
- als de gebruiker overstapt naar een andere energieleverancier
- als de netbeheerder noodzakelijk beheer aan het energienet uitvoert.

#### Wat mag niet?
- Het in kaart brengen van het leefpatroon van de gebruiker is niet toegestaan, de slimme meter mag alleen het totale energieverbruik meten.

#### Wat mag uitsluitend met toestemming van de gebruiker?
- De netbeheerder en de energieleverancier mogen de meetgegevens alleen vaker uitlezen als de gebruiker daarvoor expliciet toestemming geeft.
- De netbeheerder en de energieleverancier mogen zonder toestemming van de gebruiker niet onderzoeken welke apparaten er aan de slimme meter gekoppeld zijn en hoe deze gebruikt worden.

### Toezicht op de omgang met meetgegevens
De gegevens van de gebruiker die wél zichtbaar zijn voor de netbeheerder en/of energieleverancier, worden op een aantal manieren door de wet- en regelgeving beschermd. Dit wordt door overheidsinstanties bewaakt:
- de overheid heeft wettelijke eisen aan de beveiliging van de slimme meters gesteld en aan de manier waarop de netbeheerders gegevens verzenden en opslaan
- energiebedrijven dienen hun netten en het dataverkeer te beschermen
- het CBP houdt toezicht op hoe de energiebedrijven met persoonlijke gegevens van de gebruiker moeten omgaan, in overeenstemming met de Wet bescherming persoonsgegevens en de Gedragscode voor de verwerking van persoonsgegevens door regionale netbeheerders.
- de Nederlandse Mededingingsautoriteit (NMa) controleert hoe de energiebedrijven met klanten en elkaar omgaan bij het verwerken van persoonlijke gegevens van de gebruiker.

#### Klachten van de gebruiker
De gebruiker kan voor het stellen van vragen of het indienen van klachten over privacy en de plaatsing of de toepassing van de slimme meter terecht bij het 'Slimme meter loket' van de rijksoverheid, of de rechtstreeks bij de Energiekamer van de Nederlandse Mededingingsautoriteit (NMa).

### Wetten en regelgeving
De “Wet implementatie EG-richtlijnen energie-efficiëntie” en “wijziging van de Elektriciteitswet 1998 en de Gaswet ter verbetering van de werking van de elektriciteits- en gasmarkt”, dienen om te voldoen aan Europese richtlijnen om efficiënter met energiebronnen om te gaan.
In juli 2008 is het wetsvoorstel "Wijziging van de Elektriciteitswet 1998 en de Gaswet ter verbetering van de werking van de elektriciteits- en gasmarkt (31374)", met diverse amendementen, aangenomen door de Tweede Kamer. Een onderdeel hiervan was de verplichte plaatsing van de slimme meter bij alle kleinverbruikers (burgers).
Op 7 april 2009 bepaalde de Eerste Kamer dat de invoering van de slimme meter op vrijwillige basis zou dienen te geschieden en ging derhalve niet akkoord met de wetsvoorstellen. De wetsvoorstellen werden niet verworpen maar aangehouden, onder andere zolang er voor een gebruiker de verplichting bestond om de slimme meter te laten plaatsen op straffe van  maximaal €17.000 en/of een gevangenisstraf van maximaal 6 maanden.
Minister Van der Hoeven (CDA) moest de Eerste Kamer schriftelijk toezeggen dat deze verplichting tot het plaatsen veranderd zou worden in een vrijwillige keuze voor de gebruiker, en dat zij dit via een novelle aan de Tweede Kamer ter stemming zou aanbieden, zodat dit deel definitief uit het wetsontwerp kon verdwijnen.
De op 26 februari 2011 door de Eerste Kamer bekrachtigde wetsvoorstellen, werden met de door de Eerste Kamer vereiste aanpassingen opnieuw ingediend door minister Verhagen (CDA).
Op 10 maart 2014 kondigde minister Kamp (VVD) van Economische Zaken in een brief aan de Tweede Kamer aan dat op 1 januari 2015 gestart zou worden met de grootschalige toepassing van de slimme meter, zodat op 31 december 2020 wordt voldaan aan de Europese eis dat minimaal 80% van de aansluitingen is uitgerust met een slimme meter.

#### Weigeroptie, schakelfunctie en cybercriminaliteit
In het ontwerpbesluit is de weigeroptie gehandhaafd, zodat het mogelijk blijft om de plaatsing in zijn geheel te weigeren. Daarnaast is in het ontwerpbesluit de verplichting voor de schakelfunctie geschrapt, zodat de mogelijkheid om de energievoorziening op afstand in- en uit te schakelen niet meer aanwezig zal zijn in de meters die tijdens de grootschalige invoering worden geplaatst, vooral vanwege zorgen over cybercriminaliteit en maatschappelijke acceptatie.

### Proefprojecten
Het op verzoek laten installeren van slimme meters was al geruime tijd mogelijk in Nederland. Zo introduceerde energieleverancier Oxxio in 2005 de eerste slimme meter voor zowel elektriciteit als gas in Nederland. Oxxio heeft deze activiteit sinds 1 januari 2012 overgedragen, omdat de overheid besloten heeft dat de regionale netbeheerders de vervanging, plaatsing, en het beheer van de slimme meters vanaf die datum moeten verzorgen.
Op 20 maart 2007 berichtte Eneco in een persbericht, dat ENECO-klanten die over een slimme meter beschikten, gebruik konden maken van het “Telmi EnergieTegoed”, een betaalsysteem voor de levering van gas en elektriciteit, op basis van een vooraf gestort tegoed.
Sinds 2009 waren er in Nederland verscheidene proefprojecten gaande om de bestaande gas- en elektriciteitsmeters bij wijze van proef door slimme meters te vervangen of in nieuwbouwprojecten te plaatsen, om ervaring met de apparatuur en de mogelijkheden op te doen.
Op 19 mei 2011 bleek uit een persbericht van de KEMA dat het mogelijk was om met bestaande technologieën een “smart grid” of slim energienet te creëren, inclusief bijbehorend marktmodel waarin gebruikers onderling elektriciteit kunnen uitwisselen.
Met de officiële invoering van de slimme meter werd op 1 januari 2012, voor een periode van twee jaar gestart met het plaatsen van slimme meters in nieuwbouw- en renovatieprojecten, bij reguliere vervanging van meters, en op verzoek van de burger zelf, waarbij de eerdere ervaringen met de slimme meters op iets grotere schaal werden beproefd. Op deze manier wilden de overheid, de netbeheerders en de energiebedrijven verdere ervaring opdoen met de plaatsing van slimme meters, en eventuele aanpassingen in de architectuur kunnen testen en beschrijven.  
Tot 2014 werd nog met de slimme meter getest, ook door het aantal locaties uit te breiden, waarna de ervaring met het invoeren en plaatsen van de slimme meter geëvalueerd werd. De regering zou hierna in overleg met het parlement besluiten hoe de meter in de rest van Nederland verspreid zal worden.
In 2014 is besloten dat netbeheerders de slimme meter gratis aan alle Nederlandse huishoudens aan gaan bieden. Als de gebruiker al eerder wil beschikken over een slimme meter, dan kunnen er wel kosten aan de plaatsing verbonden zijn. De netbeheerder mag voor de plaatsing van de slimme meters voor zowel elektriciteit als gas maximaal € 72,60 rekenen. Indien er geen gasaansluiting in het huis aanwezig is, dan kost de plaatsing van de meter voor alleen elektriciteit maximaal € 66,64.

### Norm voor de apparatuur
Het ministerie van Economische Zaken heeft het Nederlands Normalisatie Instituut (NEN) opdracht gegeven om basisfuncties voor de meetinrichting voor elektriciteit, gas en thermische energie voor kleinverbruikers te beschrijven en te normeren, met als resultaat dat op 27 april 2007 de 'NEN-norm NTA 8130' (Basisfuncties voor de meetinrichting voor elektriciteit, gas en thermische energie voor kleinverbruikers) is opgemaakt, en op 28 maart 2018 is ingetrokken.  
De nadruk in de NTA 8130-normering lag op de beschrijving van de basisfunctionaliteiten voor de slimme gas- en elektriciteitsmeters, zoals hoe communicatie dient te verlopen.
De architectuur waaraan een slimme meter en zijn omgeving moet voldoen, is eveneens gespecificeerd in de NTA 8130-normering en in de daarvan afgeleide DSMR-specificatie (Dutch Smart Meter Requirements) versie 4, met inbegrip van de begeleidende protocollen, definities, en afhankelijkheden voor de communicatie, zoals 
- DSMR P1:[38] de communicatiepoort voor apparatuur bij de eindgebruiker, bijvoorbeeld een extern beeldscherm
- DSMR P2: de communicatiepoort voor het uitlezen van andere meetinstrumenten zoals een gasmeter, warmte-krachtkoppelingen (HRe-ketel), watermeter, etc.
- DSMR P3:[39] de communicatiepoort tussen de meetinstallatie en de netbeheerder
- DSMR GPRS: de GPRS infrastructuur

Voor de communicatie tussen de systemen van de netbeheerder en de slimme meter kunnen zowel mobiele communicatie-netwerken zoals GPRS en publieke netwerken zoals Internet worden gebruikt. Sinds DSMR-4.0 is PLC uit de normering verwijderd, tot grote vreugde van radioamateurs. In de praktijk zal bij een nieuwe meter veelal GPRS worden gebruikt, al dan niet aangepast voor de speciale infrastructuur.